# Antonio Cruz (ciclista)
Antonio Cruz (Long Beach, 31 de octubre de 1971) es un ciclista estadounidense, ya retirado que fue profesional desde el año 2000 al 2010. 

## Palmarés
2000
- 1 etapa del Tour de Langkawi

2004
- 1 etapa del Tour de l'Ain

## Resultados en Grandes Vueltas y Campeonatos del Mundo
Durante su carrera deportiva consiguió los siguientes puestos en las Grandes Vueltas y en los Campeonatos del Mundo en carretera:
| Carrera         | 2000 | 2001  | 2002  | 2003 | 2004 | 2005  | 2006 | 2007 | 2008 | 2009 | 2010 |
| --------------- | ---- | ----- | ----- | ---- | ---- | ----- | ---- | ---- | ---- | ---- | ---- |
| Giro de Italia  | -    | -     | -     | -    | -    | 129.º | -    | -    | -    | -    | -    |
| Tour de Francia | -    | -     | -     | -    | -    | -     | -    | -    | -    | -    | -    |
| Vuelta a España | -    | 103.º | 118.º | -    | 68.º | -     | -    | -    | -    | -    | -    |
| Mundial en Ruta | -    | -     | 138.º | -    | -    | -     | -    | -    | -    | -    | -    |

Exp: expulsado por la organización

-: no participa 

Ab.: abandono